# Kalludden
Kalludden är en ort i Jokkmokks kommun, Norrbottens län. I mars 2017 fanns det enligt Ratsit sju personer över 16 år registrerade med orten som adress.